# Altwigshagen
Altwigshagen er en by og kommune i det nordøstlige Tyskland, beliggende i Amt Torgelow-Ferdinandshof i den sydøstlige del af Landkreis Vorpommern-Greifswald. Landkreis Vorpommern-Greifswald ligger i delstaten Mecklenburg-Vorpommern.

## Geografi
Kommunen er beliggende i nordenden af moseområdet Friedländer Große Wiese.
Bundesstraße 109 (Berlin–Greifswald) går langs den nordøstlige kommunegrænse. Jernbanen Berlin–Stralsund krydser kommunen, men nærmeste station er i Ferdinandshof.
I kommunen ligger ud over Altwigshagen, landsbyerne Borckenfriede, Charlottenhorst, Demnitz, Finkenbrück og Wietstock.

## Eksterne kilder og henvisninger
- Wikimedia Commons har flere filer relateret til Altwigshagen
- Kommunens websted
- Befolkningsstatistik mm Arkiveret 4. marts 2016 hos  Wayback Machine